# Landsberger Straße 328

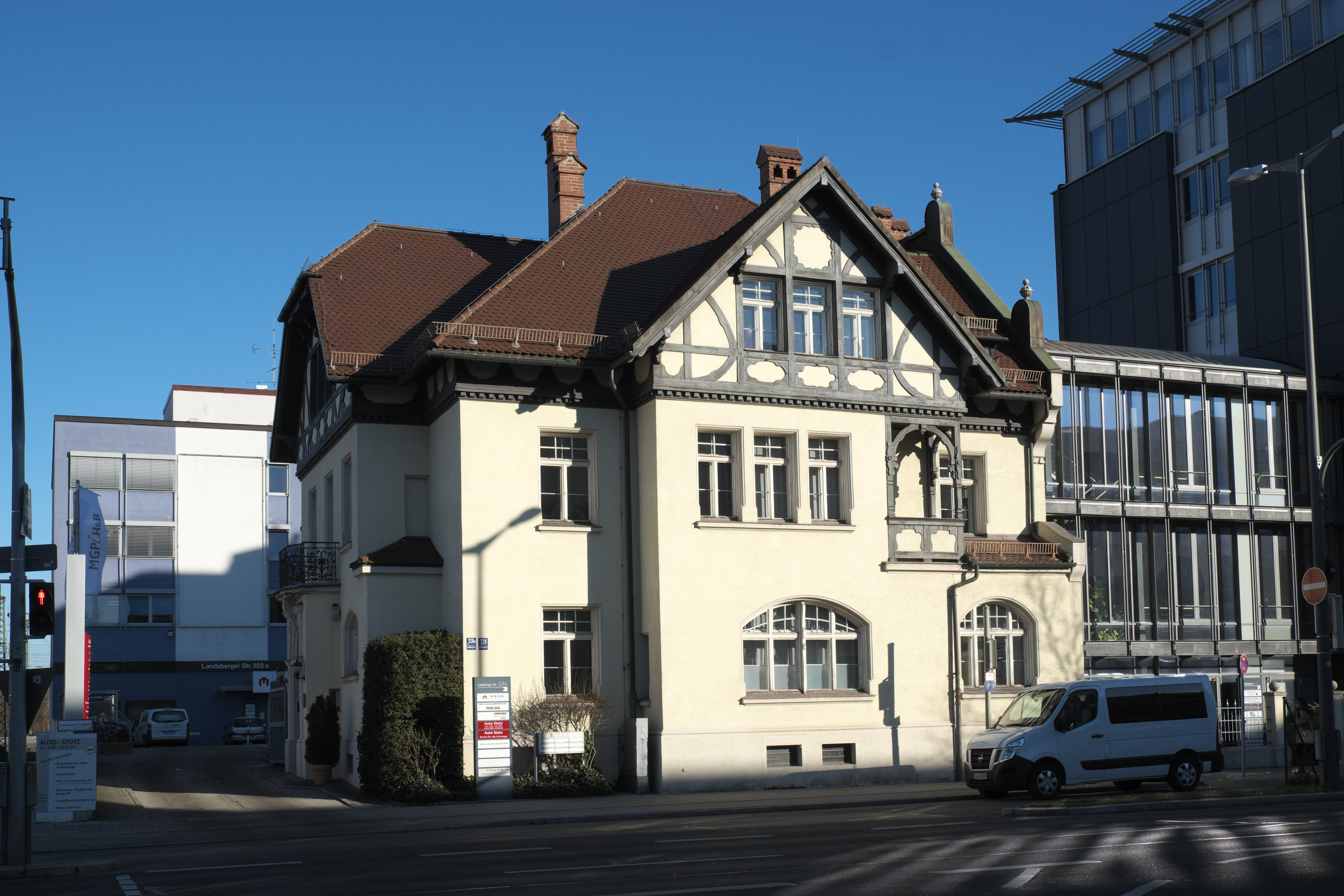
Ehemalige Villa Landsberger Straße 328 in München, rechts der angebaute Büroneubau

Das Gebäude Landsberger Straße 328 im Stadtteil Laim der bayerischen Landeshauptstadt München wurde um 1900 errichtet. Die Villa in der Landsberger Straße ist als Baudenkmal in die Bayerische Denkmalliste eingetragen.
Das zweigeschossige Gebäude wurde als Direktorenvilla eines Industriebetriebes, dessen Fabrikationsgebäude sich an der Rückseite zu den Bahngleisen befand, errichtet. Der Giebel und der Kniestock sind mit einer Holzdekoration versehen, die eine Fachwerkbauweise vortäuscht. 
Das Haus wurde 1999/2000 renoviert und in die daneben erbaute Büroanlage integriert.